# Talent van het jaar
De titel Talent van het jaar wordt toegekend aan een Nederlandse sporter tijdens het NOC*NSF Sportgala in samenwerking met de NOS. De Nederlandse sportbonden dragen daartoe de kandidaten voor. Een onafhankelijke vakjury selecteert uit deze voordrachten vervolgens drie genomineerden. Nederlandse A-sporters kiezen vervolgens het sporttalent van het jaar uit de drie genomineerden.

## Geschiedenis
In 1973 is de AVRO gestart met de Tom Schreursprijs voor jonge Nederlandse sporttalenten. De omroeporganisatie heeft tot en met 1998 zorg gedragen voor de toekenning van deze prijs. In de periode 1999 tot en met 2009 heeft de prijs een naamswijziging ondergaan en werd uitgereikt door NOC*NSF onder de titel 'de Junior'. In 2010 reikte de Nederlandse Lotto voor het eerst de Young Talent Award uit, tijdens de Lotto Sport Awards. Sindsdien wordt de Young Talent Award uitgereikt tijdens het NOC*NSF Sportgala. 

## Overzicht winnaars

### Tom Schreursprijs
| Jaar | Winnaar                   | Discipline     |
| ---- | ------------------------- | -------------- |
| 1973 | Harm Kuipers              | Schaatsen      |
| 1974 | Jos Hermens               | Atletiek       |
| 1975 | Olga Commandeur           | Atletiek       |
| 1976 | Marianne Heeren           | Turnen         |
| 1977 | Bettine Vriesekoop        | Tafeltennis    |
| 1978 | KNKV                      | Korfbal        |
| 1979 | Harry Schulting           | Atletiek       |
| 1980 | Marianne van der Torre    | Tennis         |
| 1981 | Robert de Wit             | Atletiek       |
| 1982 | Rob Druppers              | Atletiek       |
| 1983 | Edwin en Daphne Jongejans | Schoonspringen |
| 1984 | Tom Cordes                | Wielrennen     |
| 1985 | –                         | –              |
| 1986 | –                         | –              |
| 1987 | Jessica Gal               | Judo           |
| 1988 | –                         | –              |
| 1989 | Richard Groenendaal       | Veldrijden     |
| 1990 | Falko Zandstra            | Schaatsen      |
| 1991 | Jan Siemerink             | Tennis         |
| 1992 | –                         | –              |
| 1993 | –                         | –              |
| 1994 | –                         | –              |
| 1995 | Natasja Burgers           | Handbal        |
| 1996 | –                         | –              |
| 1997 | –                         | –              |
| 1998 | –                         | –              |

### De Junior
| Jaar | Winnaar             | Discipline |
| ---- | ------------------- | ---------- |
| 1999 | Mark Tuitert        | Schaatsen  |
| 2000 | Rutger Smith        | Atletiek   |
| 2001 | Hinkelien Schreuder | Zwemmen    |
| 2002 | –                   | –          |
| 2003 | Michaëlla Krajicek  | Tennis     |
| 2004 | Kai Reus            | Wielrennen |
| 2005 | Thomas Dekker       | Wielrennen |
| 2006 | Marianne Vos        | Wielrennen |
| 2007 | Marvin de la Croes  | Judo       |
| 2008 | Ranomi Kromowidjojo | Zwemmen    |
| 2009 | Melissa Boekelman   | Atletiek   |

### Young Talent Award
| Jaar | Winnaar                                    | Discipline                                 |
| ---- | ------------------------------------------ | ------------------------------------------ |
| 2010 | Dimi de Jong                               | Snowboarden                                |
| 2011 | Dafne Schippers                            | Atletiek                                   |
| 2012 | Laura Smulders                             | BMX                                        |
| 2013 | Mathieu van der Poel                       | Veldrijden                                 |
| 2014 | Max Verstappen                             | Autosport                                  |
| 2015 | Marrit Steenbergen                         | Zwemmen                                    |
| 2016 | Eythora Thorsdottir                        | Turnen                                     |
| 2017 | Harrie Lavreysen                           | Wielrennen                                 |
| 2018 | Matthijs de Ligt                           | Voetbal                                    |
| 2019 | Keet Oldenbeuving                          | Skateboarden                               |
| 2020 | Geen verkiezing wegens coronaviruspandemie | Geen verkiezing wegens coronaviruspandemie |
| 2021 | Enzo Kuworge                               | Gewichtheffen                              |
| 2022 | Joanne van Lieshout                        | Judo                                       |
| 2023 | Niels Laros                                | Atletiek                                   |
| 2024 | Angel Daleman                              | Schaatsen                                  |